# Liste der Bodendenkmäler in Ochtrup
Die Liste der Bodendenkmäler in Ochtrup enthält die denkmalgeschützten unterirdischen baulichen Anlagen, Reste oberirdischer baulicher Anlagen, Zeugnisse tierischen und pflanzlichen Lebens und paläontologischen Reste auf dem Gebiet der Stadt Ochtrup im Kreis Steinfurt in Nordrhein-Westfalen (Stand: Januar 2018). Diese Bodendenkmäler sind in Teil B der Denkmalliste der Stadt Ochtrup eingetragen; Grundlage für die Aufnahme ist das Denkmalschutzgesetz Nordrhein-Westfalen (DSchG NRW).
| Bild | Bezeichnung             | Lage                                      | Beschreibung                   | Bauzeit | Eingetragen seit | Denkmal- nummer |
| ---- | ----------------------- | ----------------------------------------- | ------------------------------ | ------- | ---------------- | --------------- |
| BW   | Grabhügelfeld Welbergen | Welbergen bei Schweringhook 9 und 7 Karte | Nutzung: Wald                  |         |                  | 1               |
| BW   | Steinbruch Weiner Esch  | bei Weiner 166 Karte                      | Nutzung: Naturdenkmal          |         |                  | 2               |
|      | Wallanlagen             | Innenstadt                                | Nutzung: Wohn- und Mischgebiet |         |                  | 3               |